# منتخب موزمبيق لكرة القدم
منتخب موزمبيق لكرة القدم (بالبرتغالية: Seleção Moçambicana de Futebol‏) ملقب بالأفاعي السوداء، وهو المنتخب الوطني الذي يمثل موزمبيق في رياضة كرة القدم، ويديره اتحاد موزمبيق لكرة القدم. لم يسبق لمنتخب موزمبيق التأهل إلى كأس العالم، ولكنه تأهل إلى بطولة كأس الأمم الإفريقية في عدة مناسبات أولها في عام 1986.

## وصلات خارجية
- قائمة بيانات المنتخب من الموقع الرسمي للفيفا باللغة العربية